# Cristina Vărzaru
Cristina Vărzaru (ur. 5 grudnia 1979 w Corabii) – rumuńska piłkarka ręczna, reprezentantka kraju. Obecnie występuje w GuldBageren Ligaen, w drużynie Viborg HK.
W 2005 r. w Rosji zdobyła wicemistrzostwo Świata.

## Sukcesy

### reprezentacyjne
Młodzieżowe Mistrzostwa Europy:
- (1998)

Młodzieżowe Mistrzostwa Świata:
- (1999)

Mistrzostwa Świata:
- (2005)

Mistrzostwa Europy:
- (2010)

### klubowe
Mistrzostwo Rumunii:
- (1999, 2000, 2002, 2003)
- (2001, 2005)

Puchar Rumunii:
- (1999, 2002, 2004)

Puchar Zdobywców Pucharów:
- (2002, 2012)

Mistrzostwo Danii:
- (2006, 2008, 2009, 2010)
- (2007, 2012)
- (2011)

Puchar Danii:
- (2007, 2008, 2009, 2010, 2011, 2012)

Liga Mistrzyń:
- (2006, 2009, 2010[2], 2016)

## Nagrody indywidualne
- 1998: najlepsza prawoskrzydłowa Młodzieżowych Mistrzostw Europy, Słowacja
- 1999: MVP oraz najlepsza prawoskrzydłowa Młodzieżowych Mistrzostw Świata, Chiny
- 2010: najlepsza strzelczyni sezonu Ligi Mistrzyń (101 bramek)